# 装甲騎兵ボトムズ 孤影再び
『装甲騎兵ボトムズ 孤影再び』（そうこうきへいボトムズ こえいふたたび）は、高橋良輔による小説。ならびにその小説を元にしたアニメーション作品。

## 概要
OVA作品『装甲騎兵ボトムズ 赫奕たる異端』の後日談。『日経キャラクターズ!』誌2006年1月号に掲載後、大幅に加筆・修正の上『日経エンタテインメント!』誌に移籍し、2006年5月号から2007年9月号まで連載された。連載がOVA『装甲騎兵ボトムズ ペールゼン・ファイルズ』リリース直前の時期という関係から、同作を意識した演出が行われている。
2011年4月22日にOVA、2011年5月26日に角川書店よりコミックス判型の単行本が発売。

## あらすじ
「アレギュウムの赫い霍乱」から3か月。キリコ・キュービィーは交易都市グルフェーへ向かう途上にあった。グルフェーへ続く道は軍のAT部隊によって閉鎖されていたが、ATを奪ったキリコの活躍で突破に成功する。アレギュウムの赫い霍乱の当事者であるキリコの存在は様々な勢力から注目を集め、グルフェーを来訪した目的を探ろうとするが、本人は語ろうとはしない。キリコの目的は何なのか…？

## 登場人物
原作小説を基準に解説。アニメの設定の場合はその旨を明記する。
キリコ・キュービィー
声 - 郷田ほづみ
フィアナと死別した後、ある目的のためかつての仲間が住む交易都市グルフェーを訪ねる。ここでも本人の意志とは関わりなく、周囲で起こるトラブルに巻き込まれていく。
宇宙を漂う流星となったフィアナの乗ったカプセルを見るために、邪魔をする黒い稲妻旅団と戦う。
テイタニア・モンテウェルズ
声 - 松岡洋子
父である法王とはすでに決別していたが、グルフェーの窮状を救うという父の要請を口実にキリコを追ってきた。
アニメではキリコ抹殺の使命を果たせなかったことで粛清されようとしており、またネクスタントとして人工体液を交換できない状態で、キリコのために身をなげうって助勢に赴く。
黒い稲妻旅団とマーティアルAT隊との戦いで、力尽きたテイタニアはグルフェーで今は宇宙を漂う流星となったフィアナの乗ったカプセルをキリコが追っていたと思っていた。だが、キリコはそのカプセルに目を向けず、死に逝くテイタニアを無言で抱き、キリコに抱かれて安息の中で息絶えた彼女は、砂漠のオアシスの花畑に葬られた。
ジャン・ポール・ロッチナ
「触れ得ざる者」キリコの研究者として、その行動を見届けるべくテイタニアに同行する。
小説ではボトムズを知らない読者に対して基本設定を解説する役どころを担い、説明的な台詞が多い。
アニメには未登場。
バニラ・バートラー
声 - 千葉繁
キリコの昔の仲間の1人。
キリコとフィアナをコールドカプセルで送り出した後、紆余曲折を経てクメン産の農産物を扱う事業で成功する。以後、事業の多角化によりバートラー商会を大きくしていくが、武器の商いだけは決して行わなかった。現在はグルフェーの自治組織「五つの薔薇」の幹部を務め、ロサ・バートラーとも呼ばれる。
アニメではキリコと再会できたことを喜ぶ一方、そのためにグルフェーや自分たちに災厄が及ばないかと思い悩む部分もあった。しかし、黒い稲妻旅団の進撃が始まろうとした時、家族とグルフェーを守ろうとキリコと共に戦いに赴こうとするが、制止される。
ココナ・バートラー
声 - 川浪葉子
キリコの昔の仲間の1人。
バニラと結婚し、6人の子宝に恵まれる。大企業の社長夫人として、そして母親として重ねた年月にふさわしい貫禄を身に付けてはいるが、キリコの前では浮浪児であった頃の地が出てしまう。
小説ではテイタニアがキリコを愛していることを見抜き、彼女にキリコを守ってほしいと懇願するが、アニメでは面識が無いままで終わる。
ブールーズ・ゴウト
声 - 富田耕生
キリコの昔の仲間の1人。
バートラー商会の相談役として楽隠居の身となっているが、闇商人時代に培った狡猾さと、観察力の鋭さも健在。機械いじりの腕は未だ健在で、小説ではキリコのためにレッドショルダー仕様のスコープドッグをバニラと共に組み上げた。
アニメではキリコが無言で去っていった原因をバニラのせいだと言うココナに、家族やグルフェーの平穏を守りたいとするバニラの気持ちと、異能者の力ゆえにあらゆる権力から標的にされているキリコが、自分達に迷惑が掛からないよう気遣って出ていったと説いていた。
ペプル・バートラー
バートラー家の長男。
家業を手伝い、バニラからは一人前と認められている。
ソルティオ・バートラー
声 - 陶山章央
バートラー家の次男。
郷土愛が強く、黒い稲妻旅団の包囲を受けているグルフェーの現状を打開しようとするが、若さゆえの勢い任せの無思慮な行動により事態を悪化させてしまう。
妹ステビアと共に始末されそうになったところをキリコに助けられ、自分の行為に後悔し、父バニラと共に戦いに出ようとするが、バニラに制止される。だがそのバニラもキリコによって止められ、キリコからバニラに謝罪していたことを伝言するよう頼まれる。
ステビア・バートラー
声 - 桑島法子
バートラー家の長女。
小説では、バートラー家に滞在する若い客人（キリコ）に興味を抱き、ココナに昔話を聞く程度の役柄しかなかったが、アニメでは家業を手伝う中キリコを空港から連れ帰る役目を負うも、黒い稲妻旅団に狙われ、危険な目に晒されたため彼を疎んじる。しかし、ソルティオの独走に気づき、それに便乗したギャッシルマンにソルティオもろとも抹殺されそうになったところを救われる。キリコが実家に忘れていったアーマーマグナムを届けようと戦場へ向かうが、着いた時には既に戦闘は終了し、キリコはテイタニアを弔って姿を消していた。
チクロ・バートラー
声 - 神代知衣
バートラー家の末娘。
まだ幼く、30年ぶりにキリコと対面することに照れていたココナに首を傾げたり、グルフェーに侵攻してきた黒い稲妻旅団のAT隊に脅えていた。
クルトル・フランガー
「黒い稲妻」の異名を持つギルガメス軍大佐。
グレン・パッツラー中将下で、黒い稲妻旅団を率いている。当初は包囲・威嚇のみでグルフェーを無血開城させるつもりであったが、異能生存体・キリコに対して強い戦闘衝動に駆られてしまう。
アニメには未登場。
ベスウッド・ガル・ギャッシルマン
声 - 櫻井孝宏
マーティアルの司教。
辺境区の枢機卿候補に選ばれたものの選挙に落選し、グルフェーへやってきた。グルフェーでは黒い稲妻旅団と戦おうと住民を扇動しており、ソルティオは熱狂的な信奉者であった。実は稲妻旅団と内通しており、若者を煽動したのも稲妻旅団に攻撃の口実を与えるためであった。
小説ではロッチナからキリコの能力を聞き、キリコを殺すことで再び出世の道に戻ろうとする。しかし、小説もアニメも「触れ得ざる者」キリコに手を出したことへの報いを受ける結果となる。
ロサ・ガリガ
声 - 藤本譲
グルフェーの自治組織「五つの薔薇」の筆頭。
「ロサ」はラテン語で薔薇を意味する言葉で、作中では五つの薔薇メンバーに対する尊称として使われる。
少年信者
声 - 麻見順子
アニメのみに登場。
グルフェーのマーティアル信者である少年で、黒い稲妻旅団の接近に伴い、マーティアルから「秩序の盾」であるテイタニアが自分たちを助けに来てくれることを願って祈り、伝書鳩に願いを乗せて飛ばした。急速に台頭してきたギャッシルマンのことを嫌っている。
少女信者
声 - 國府田マリ子
前者と同じくアニメのみに登場。
少年信者と一緒に行動しており、同じようにギャッシルマンを嫌っている。また、「戦い」を強要するマーティアルの教えにも疑問を抱いていた。

## 登場AT
ATM-09-DD バーグラリードッグ
スコープドッグの局地戦仕様のひとつ。
脚部に不整地走破用駆動ユニット・トランプルリガーを装備する。グルフェーは砂漠に囲まれているのでキリコと黒い稲妻旅団の双方が使用することになるが、キリコの機体には特徴である長砲身のドロッパーズフォールディングガンが無い（公式サイトではキリコ機は「スコープドッグ」として紹介されている）。
キリコはバレル短縮化ヘビィマシンガン(GAT-22C)を両手持ちし、戦闘中に通常のヘビィマシンガン(GAT-22)と適宜使い分けた。
ATM-09-DD バーグラリードッグ・黒い稲妻旅団仕様
通常型と比較して、頭部アンテナが稲妻を模した形状の折りたたみ式で脚部・トランプルリガーの形状が異なり、一部の機体はドロッパーズフォールディングガンを装備している。
キリコはステビアと共に狙われた際に本機を奪って使用し、片足を失いながらも一本足でのローラーダッシュをこなし、襲撃者を撃破する離れ業を見せた。
250機の大群でグルフェーを占領にかかろうとするが、キリコと、テイタニア抹殺に向かっていたマーティアルAT隊に阻まれて失敗する。
XATH-11 エルドスピーネ
XATH-11 エルドスピーネ・テイタニア専用機
マーティアル専用ヘビー級AT。テイタニア専用機は機体色がピンクである以外は通常型と差異はない｡
『赫奕たる異端』ではワイヤー射出用のザイルスパイトを垂直な壁の昇降や、谷越え移動等に使っていたが、本作ではパラシュート降下用に使用する。
マーティアルの追撃隊はテイタニアの策略により、黒い稲妻旅団のAT隊との戦闘に誘われる形となり、両者が潰し合った戦闘の結果、どちらも1機の生存機さえ残さなかった。
※小説ではキリコは稲妻旅団との決戦で「ウドの街の治安警察を壊滅に追い込んだフル装備のAT、レッドショルダー・カスタム」を使用し、テイタニアは『赫奕たる異端』に引き続きXATH-11TCオーデルバックラーを使用している。黒い稲妻旅団は文中では機種名までは出ていないが『日経エンターテインメント!』掲載時のイラストでは通常のスコープドッグが描かれている。

## 用語
アレギュウムの赫い霍乱（-あかいかくらん）
『赫奕たる異端』第4話から最終話にかけてアレギウムで起きた出来事のこと。
事件に関する公式発表は一切行われていないが、マーティアル根本聖堂が何者かに襲撃されたという事実はアストラギウス銀河中に知れ渡っており、「次期法王指名をめぐる内部抗争」「周辺警備を担当するギルガメス・バララント軍の主導権争い」などのいかにもありそうなものから「一人の機甲兵士の個人的動機」という荒唐無稽なものまで様々な憶測が流れる。こうした噂の中には断片的ながら真実を言い当てたものがあり、ロサ・ガリガなど情報分析に長けた者はそれらを統合してある程度実像を把握している。
また、真相がいかなるものであれ、マーティアルにとって都合の悪いことを隠蔽しようとしていることは明らかであり、その威光はすでに過去のものとなったと見なす者が現れ始めている（『幻影篇』においては、既に威光が過去のものとなったことが描写されている）。
グルフェー
惑星メルキアにある交易都市。
千数百年前からマーティアルの庇護の下で、メルキア政府からの干渉を受けない独立自治を維持してきた。しかし、アレギュウムの赫い霍乱以後は、その権益を奪おうとするパッツラー中将の命を受けた黒い稲妻旅団による包囲を受けている。

## 書籍情報
- 「装甲騎兵ボトムズ 孤影再び」ISBN 978-4047157019 2011年5月26日 角川書店より発売

## OVA
2011年4月22日にOVAがリリース。
また、『ボトムズフェスティバル』と題し、新シリーズ3作が先行イベント劇場上映され、本作は2011年1月8日から上映。
第14回文化庁メディア芸術祭アニメーション部門審査員推薦作品。

### スタッフ
- 企画 - 内田健二、川城和実
- 原作 - 矢立肇、高橋良輔
- キャラクターデザイン - 塩山紀生
- メカニカルデザイン - 大河原邦男
- 美術監督 - 野村正信
- 色彩設定 - 久力志保
- CGIディレクター - 畑田裕之
- 撮影監督 - 高橋健太郎
- 編集 - 瀬山武司
- 音響監督 - 浦上靖夫
- 音楽 - 織田哲郎、乾裕樹
- 総作画監督・チーフディレクター - 竹内一義
- 脚本・絵コンテ - 池田成
- 演出 - 前園文夫
- 作画監督 - 渡辺裕二
- エフェクト作画監督 - 北澤精吾、新井亨
- アニメーション制作協力 - アンサースタジオ
- 監督 - 高橋良輔
- 製作 - サンライズ

### 主題歌
エンディングテーマ - 「いつもあなたが 2011」
作詞 - 高橋良輔 / 作曲 - 乾裕樹 / 編曲 - 織田哲郎 / 歌 - TETSU